# Шенкер, Михаэль
Михаэль (Майкл) Генрих Шенкер (нем. Michael Schenker; 10 января 1955, Зарштедт, ФРГ) — немецкий хард-рок и хэви-метал гитарист, бывший участник групп Scorpions и UFO и основатель группы Michael Schenker Group. Младший брат гитариста Scorpions, Рудольфа Шенкера.
В 2009 году Михаэль был включен в список величайших гитаристов всех времен, составленный британским журналом Classic Rock.

## Карьера

### Юность
Михаэль Шенкер родился в Зарштедте в Западной Германии и за свою длинную музыкальную карьеру стал одним из наиболее влиятельных и уважаемых рок-гитаристов на сегодняшний день. Он начал играть в раннем возрасте, когда его брат Рудольф принёс домой гитару Gibson Flying V, которая захватила воображение Михаэля. Шенкер дебютировал со Scorpions на их первом альбоме Lonesome Crow в возрасте 16 лет.

### UFO
Шенкер присоединился к UFO в связи с необычными обстоятельствами. Лондонская группа приехала сыграть несколько концертов в ФРГ. Но их гитарист Берни Марсден забыл свой паспорт и поэтому не смог принять участие в первом концерте. UFO заметили Михаэля на саундчеке со Scorpions (те были на разогреве у имевших статус хедлайнеров лондонцев) и предложили ему занять место гитариста на вечернем концерте — Михаэль великолепно справился со своей миссией в составе обеих групп.
Вскоре после этого Михаэль получил предложение занять место гитариста в UFO на постоянной основе, которое он принял и переехал в столицу Великобритании. Поначалу Шенкеру было трудно общаться с группой, потому что он плохо говорил по-английски, однако теперь Михаэль предпочитает, чтобы его называли Майклом. В определённом смысле незнание языка даже помогало ему. «Лучшей частью пребывания в UFO всегда было написание музыки», — говорит гитарист. «К счастью, я не понимал ни слова из того, что говорили другие, поэтому никто не смог меня отвлечь. Это был очень быстрый способ развития».

### Scorpions
Несмотря на шумный успех UFO (чем группа во многом была обязана таланту Михаэля и как музыканта, и как автора), он ушёл из группы в самом конце 1978 года и присоединился к Scorpions при записи альбома Lovedrive в 1979-м, однако вскоре после записи альбома покинул немецкую группу. 
«Фил Могг, Scorpions... все они гонялись за успехом и славой, и они сделали всё возможное, чтобы попасть туда. Я не хотел идти в том же направлении. Моё видение было другим», — заявил гитарист.

### Michael Schenker Group
Михаэль долгое время имел проблемы с алкоголем и наркотиками, и многие музыканты отмечали, что с ним из-за этого очень трудно работать. Зачастую он напивался так, что становился некоммуникабелен.
Михаэль получал предложения занять место гитариста от Aerosmith (описано в их биографии «Walk This Way») и Оззи Осборна (Осборн говорил о том, что велись переговоры с Михаэлем Шенкером в интервью, данным Hit Parader в 1982 году). Шенкер отклонил все предложения и в 1980-м основал собственную группу — Michael Schenker Group.
В 1982 после трагической смерти Рэнди Роадса в авиакатастрофе Оззи Осборн предложил Михаэлю занять место гитариста в его группе, но Шенкер ответил отказом, решив сосредоточиться на развитии сольной карьеры. Позднее, по словам гитариста, он отклонил аналогичные предложения от таких исполнителей как Deep Purple, Thin Lizzy, Ian Hunter и Motörhead, поскольку всегда ценил творческую свободу и независимость.

### Другие проекты
С тех пор, как Михаэль покинул UFO в 1978 году, он временно выступал в качестве гитариста с группой Ratt, сформировал  супергруппу Contraband с членами L.A. Guns и Vixen, вернулся в UFO во второй раз между 1995 и 2002 годами, воссоединился с Питом Уэем в проекте The Plot и выпустили серию альбомов под разными именами (Michael Schenker's Temple Of Rock, Michael Schenker Fest). 
В 1998 году вместе с Джо Сатриани и Ули Джоном Ротом участвовал в проекте G3. 

## Дискография

### Scorpions
- Lonesome Crow (1972)
- Lovedrive (1979)

### UFO
- Phenomenon (1974)
- Force It (1975)
- No Heavy Petting (1976)
- Lights Out (1977)
- Obsession (1978)
- Strangers in the Night  (1979)
- The Best Of (1992)
- Walk on Water (1995)
- Covenant (2000)
- Sharks (2002)

### Michael Schenker Group/McAuley Schenker Group
- The Michael Schenker Group (1980)
- M.S.G. (1981)
- One Night at Budokan (1981)
- Assault Attack (1982)
- Built to Destroy (1983)
- Rock Will Never Die (1984)
- Perfect Timing (McAuley Schenker Group) (1987)
- Save Yourself (McAuley Schenker Group) (1989)
- M.S.G. (McAuley Schenker Group) (1992)
- Nightmare : The Acoustic M.S.G. (McAuley Schenker Group) (1992)
- M.S.G. Unplugged (McAuley Schenker Group) (1993)
- Written in the Sand (1996)
- The Unforgiven (1999)
- The Unforgiven World Tour (2000)
- Be Aware of Scorpions (2002)
- Arachnophobiac (2003)
- Heavy Hitters (2005)
- Tales of Rock'n'Roll (2006)
- In The Midst of Beauty (2008)
- Flash of Light - In The Midst Of Beauty World Tour (2008)
- By Invitation Only (2011)
- Immortal (2021)[7]

### Michael Schenker’s Temple Of Rock
- Temple of Rock (2011)
- Bridge the Gap (2013)
- Spirit on a Mission (2015)[8][9]

### Michael Schenker Fest
- Live Tokyo (2017)[10][11]

- Resurrection (2018)[12]
- Revelation (2019)

### Сольные альбомы
- Thank You (1993)
- Thank You 2 (1998)
- Adventures of the Imagination (2000)
- The Odd Trio (2000)
- Thank You 3 (2001)
- Dreams and Expressions (2001)
- Thank You 4 (2003)
- Doctor, Doctor: The Kulick Sessions (2008)
- My Years With UFO (2024)[13]

### Другие проекты Шенкера
- Contraband (1991)
- The Plot (2003)
- Schugar/Schenker — Under Construction (2003)
- Schenker-Pattison Summit - The Endless Jam (2004)
- Siggi Schwarz and Michael Schenker — Live Together (2004)
- Schenker-Pattison Summit - The Endless Jam Continues (2005)
- Michael Schenker & Gary Barden - Gipsy Lady (Acoustic Project) (2009)